# 刘国语
刘国语（1939年9月—），河南商水人。中华人民共和国军事将领。
担任军事科学院军事历史部研究员，授少将军衔。参加组织了《中国人民解放军战史》、《红一方面军史》、《中国军事史略》、《缅怀红军伟业弘扬长征精神》、《中国人民解放军七十年》、《军旗升起的地方》、《第三野战军后勤文献资料选编》 等著作。